# Porubka, Dubrovîțea
Porubka (în ucraineană Порубка) este un sat în comuna Kolkî din raionul Dubrovîțea, regiunea Rivne, Ucraina.

## Demografie
Componența lingvistică a localității Porubka
     Ucraineană (99,65%)
     Alte limbi (0,35%)
Conform recensământului din 2001, majoritatea populației localității Porubka era vorbitoare de ucraineană (99,65%), existând în minoritate și vorbitori de alte limbi.